# Рефаим (подразделение)
Подразделение «Рефаи́м» (ивр. יחידת רפאים‎) (при учреждении до выбора наименования именовавшееся «Многоме́рное подразделе́ние» (ивр. היחידה הרב-ממדית‎)) — отборное подразделение батальонного уровня Армии обороны Израиля в составе 99-й маневренной пехотной дивизии «Хевзек».
Формирование подразделения было начато в 2019 году по инициативе начальника Генштаба армии генерал-лейтенанта Авива Кохави в рамках осуществления пятилетнего стратегического плана развития Армии обороны Израиля «Тнуфа» (ивр. תנופה‎ «Размах»).
Подразделение предназначено служить практическим воплощением концепции «многодоменных операций» (англ. Multi-Domain Operations, MDO) и представлять собой манёвренную разновидовую структуру, ведущую военные действия на любом театре военных действий, на различных фронтах и в разнообразных сферах применения вооружённых сил, исполняя задачу обнаружения, атаки и уничтожения целей противника.
В ряды бойцов подразделения вошли выходцы из разведывательных батальонов бригад «Цанханим», «Голани», «Гивати» и «Нахаль», разведывательных рот танковых войск, спецподразделения инженерных войск «Яалом», кинологического подразделения «Окец» и спецподразделения «Дувдеван», военные лётчики и выходцы из штаба ВВС. В состав подразделения также вошли выходцы из подразделений артиллерийских войск и подразделений разведки, а также специалисты по ведению боевых действий в кибернетическом пространстве и цифровым технологиям.
На вооружение подразделения, большинство деталей в отношении которого остаётся засекреченным, будут поставлены как виды вооружений, разработанные специально для подразделения, так и вооружение, используемое другими подразделениями армии, включая беспилотные летательные аппараты.
Во главе подразделения стоит подполковник (сган-алуф) А., в прошлом командовавший спецподразделением «Дувдеван».
Церемония открытия подразделения состоялась 25 февраля 2020 года, тогда же была представлена эмблема подразделения — меч, встроенный в цифру «восемь». Главными мотивами в идее эмблемы являются интегративность, синергия и смертоносная сила.
В мае 2020 года было опубликовано, что наименованием подразделения станет «Рефаим» в честь легендарных библейских великанов Рефаимов, имя которых также входит в словосочетание на иврите, означающее «призраков» (ивр. רוחות רפאים‎ рухо́т рефаи́м).

## Галерея

Церемония открытия, 25 февраля 2020
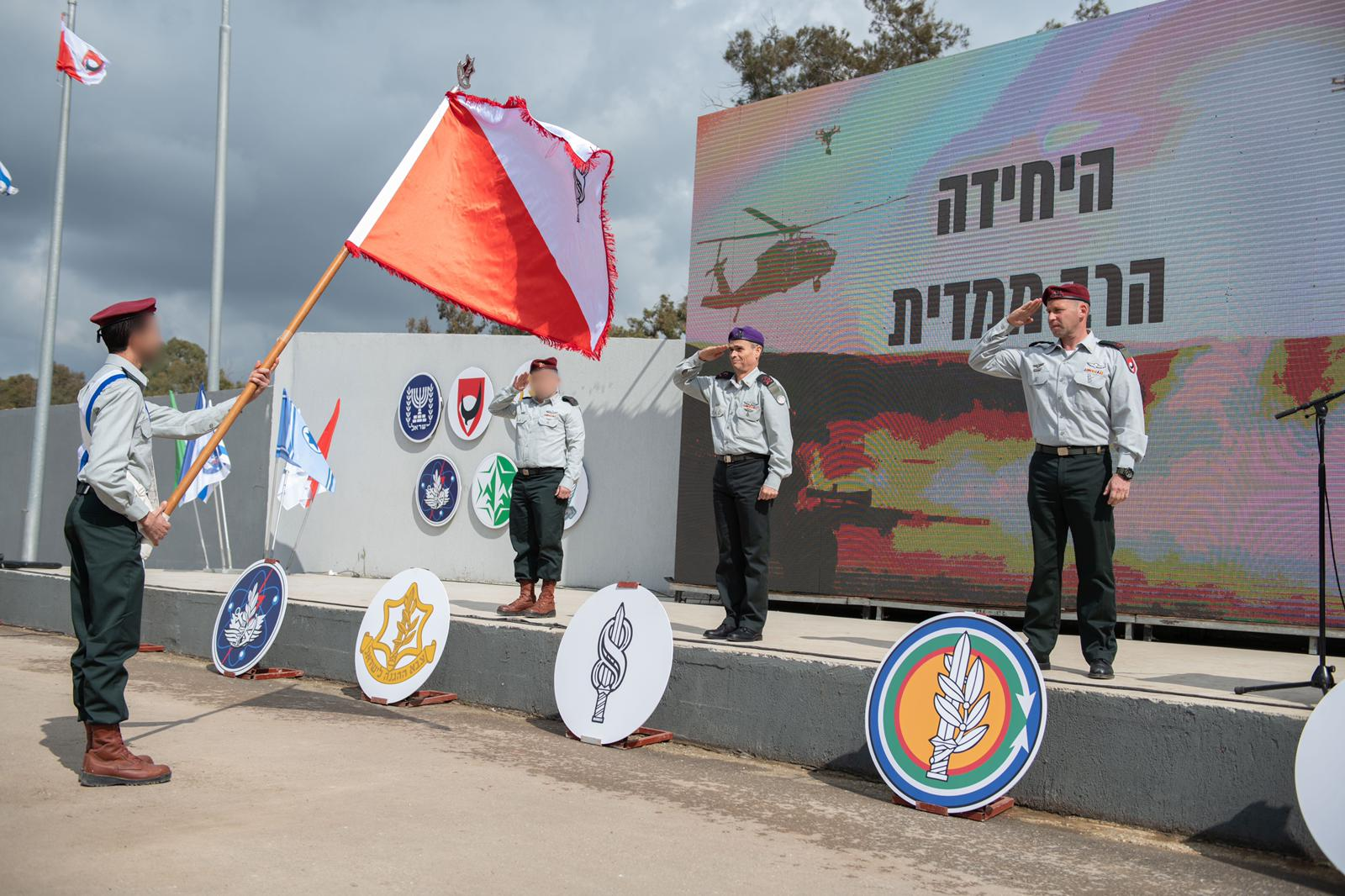
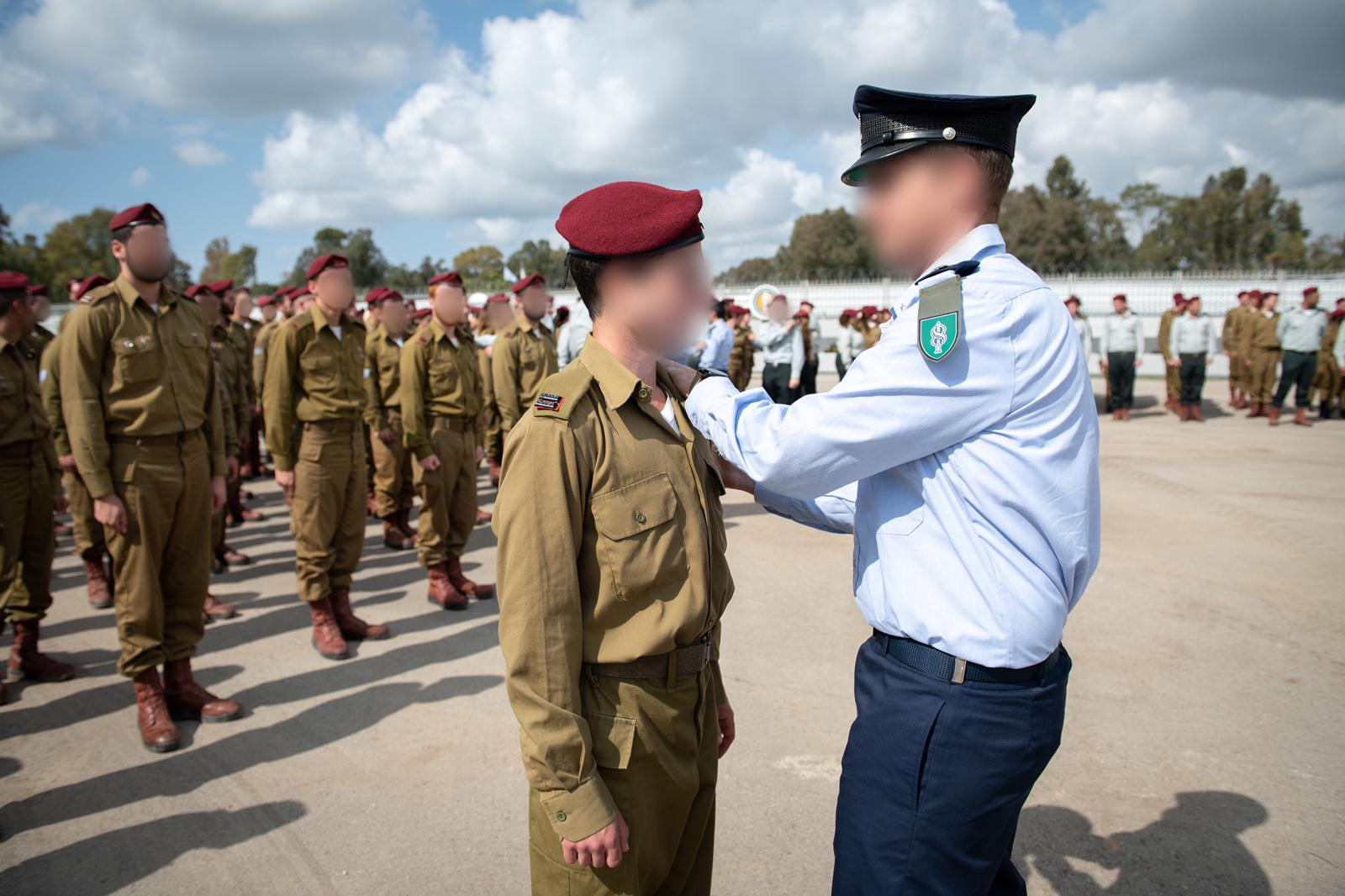
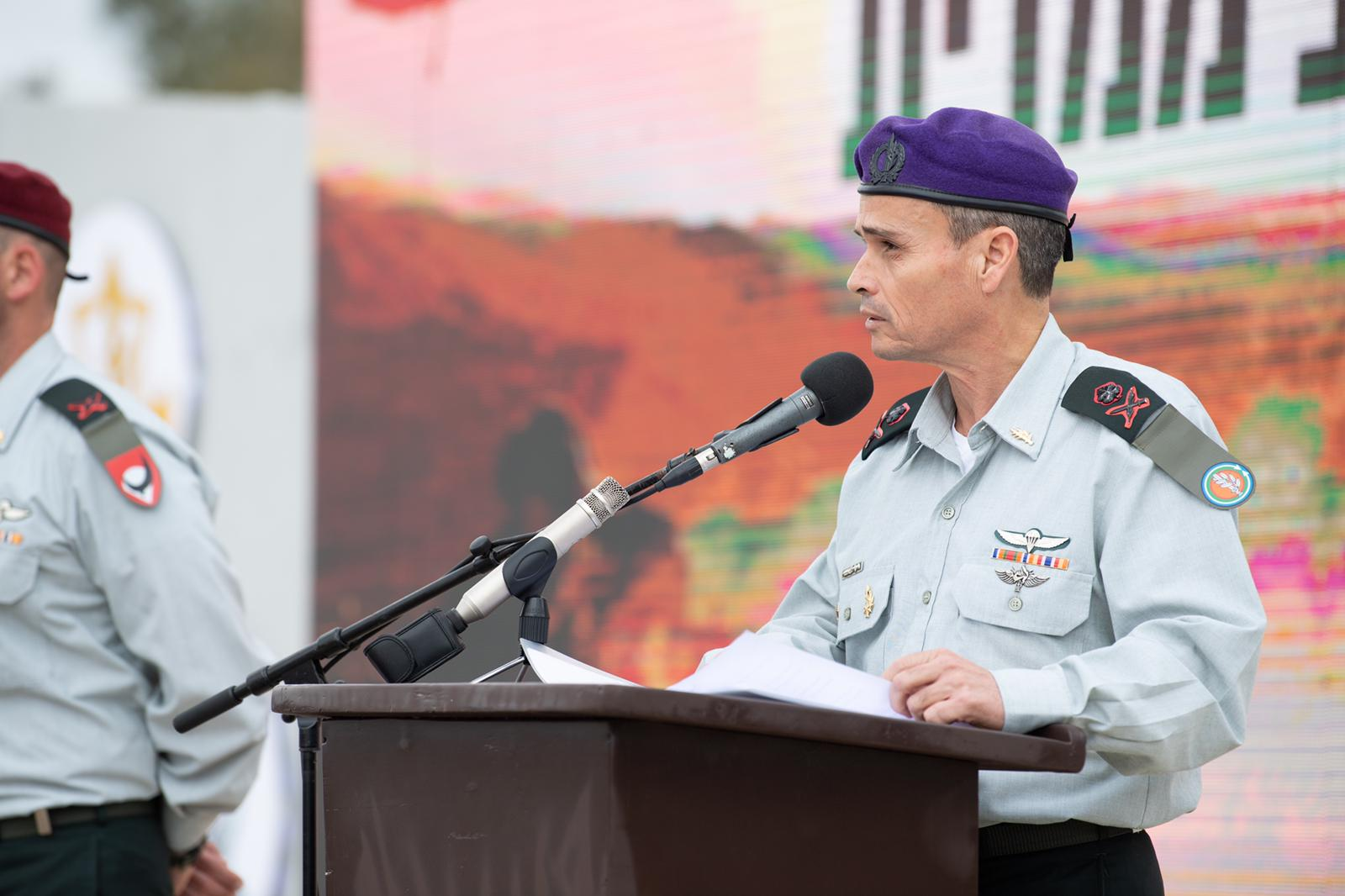
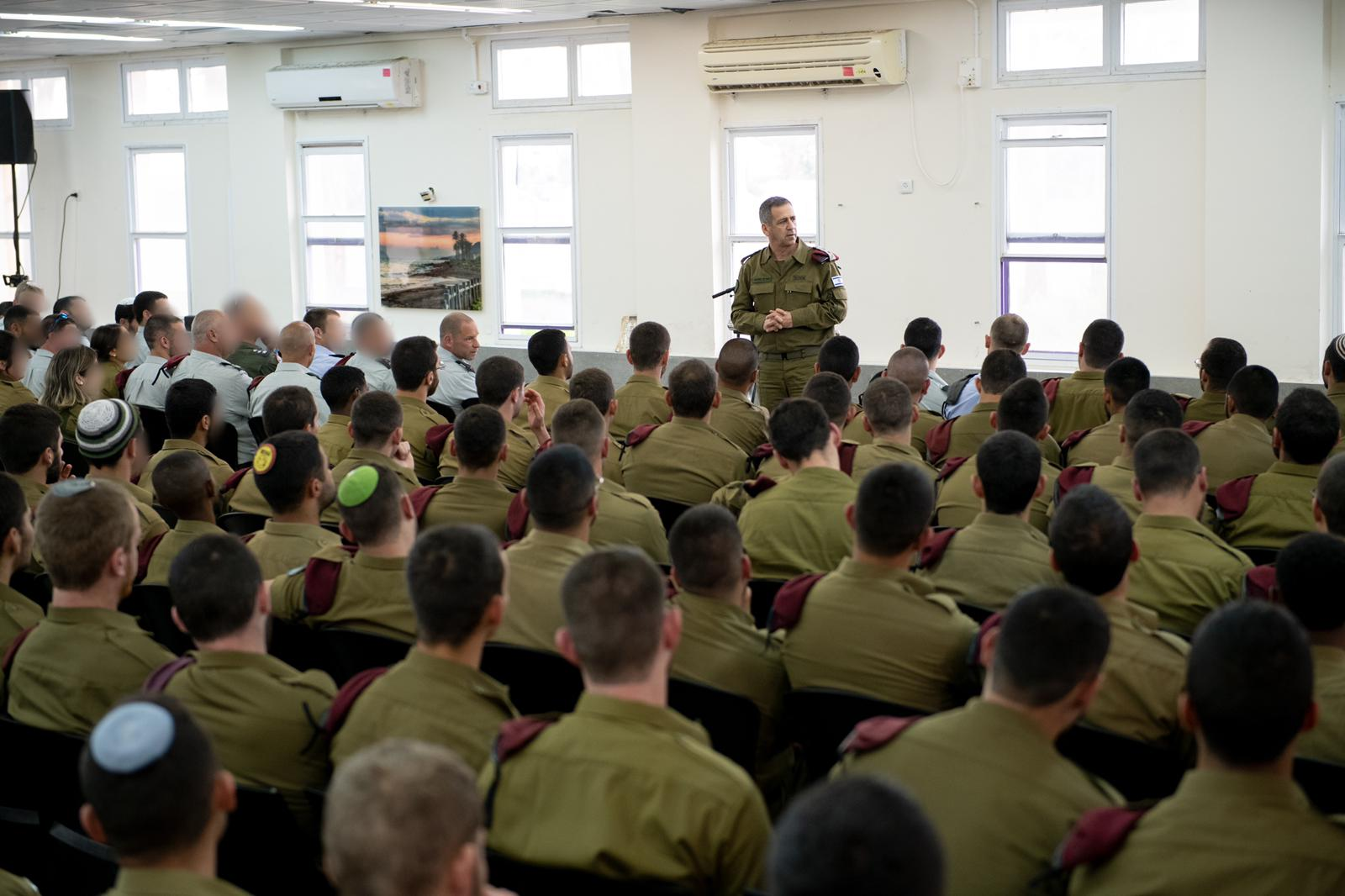